# Runda (kolo)
Runda (iz en. Round, preko njem. Runde, ili krug, kolo) u športu označava određenu zaokruženu fazu natjecanja. Na turnirima se pod rundom podrazumijevaju uvodna (izlučna) natjecanja, obično do osmine završnice. Broj rundi ovisi o broju prijavljenih natjecatelja ili momčadi, pa se kod masovnijih turnira organizira više rundi.
Na primjer, u kvalifikacijama za Svjetsko prvenstvo u nogometu 2014. 166 momčadi se bori za plasman na završni turnir na kome sudjeluju 32 momčadi. Izlučna natjecanja održavaju se u 2-5 rundi, ovisno o broju momčadi s određenog kontinenta i broju mjesta predviđenih na turniru za taj kontinent.